# Apály (film)
Az Apály (eredeti cím: Low Tide) 2019-ben bemutatott amerikai filmdráma, melynek forgatókönyvírója és rendezője Kevin McMullin. A főszerepben Keean Johnson, Alex Neustaedter, Daniel Zolghadri, Kristine Froseth, Shea Whigham és Jaeden Martell látható.
Világpremierje 2019. április 28-án volt a Tribeca Filmfesztiválon, az Egyesült Államokban pedig 2019. október 4-én mutatta be az A24 a mozikban.

## Cselekmény
A New Jersey-i tengerparton három tinédzser fiú a nyarat azzal tölti, hogy a sétányon és a városban csavarogva kisebb-nagyobb balhékba keveredik. Az egyikőjük az öccsével egy halott férfi szigeti házában egy zsák aranyérmét talál, amit megpróbálnak elrejteni a barátaik elől, de egyikük gyanakvó és erőszakosan kiszámíthatatlan, bármit hajlandó megtenni a pénzért.

## Szereplők
| Szerep        | Színész          | Magyar hang     |
| ------------- | ---------------- | --------------- |
| Alan          | Keean Johnson    | Bogdán Gergő    |
| Peter         | Jaeden Martell   | Nagy Gereben    |
| Red           | Alex Neustaedter | Kretz Boldizsár |
| Smitty        | Daniel Zolghadri | Molnár Olivér   |
| Mary          | Kristine Froseth | Mayer Szonja    |
| Kent őrmester | Shea Whigham     | Forgács Péter   |
| Nate          | James Paxton     | N/A             |
| Javier        | Danny Bolero     | N/A             |

## Bemutató
Világpremierjét a Tribeca Filmfesztiválon tartották 2019. április 28-án. Az A24 és a DirecTV Cinema forgalmazta. A filmet az Egyesült Államokban 2019. szeptember 5-én mutatták be a DirecTV Cinema forgalmazásában, majd 2019. október 4-én korlátozott számban került a mozikba.

## Fordítás
- Ez a szócikk részben vagy egészben  a   Low Tide című angol Wikipédia-szócikk fordításán alapul.  Az eredeti cikk szerkesztőit annak laptörténete sorolja fel. Ez a jelzés csupán a megfogalmazás eredetét és a szerzői jogokat jelzi, nem szolgál a cikkben szereplő információk forrásmegjelöléseként.